# Màrkovo (Kaluga)
|  | Per a altres significats, vegeu «Màrkovo». |

Màrkovo (en rus: Марково) és un poble de l'óblast de Kaluga, a Rússia, que en el cens del 2010 tenia 25 habitants, pertany al districte de Spas-Démensk.